# Tanimbarglansgök
Tanimbarglansgök (Chalcites crassirostris) är en fågelart i familjen gökar inom ordningen gökfåglar.

## Utbredning och systematik
Fågeln förekommer i Indonesien och delas in i två underarter med följande utbredning:
- C. c. crassirostris – Moluckerna (Tayanduöarna och Kaiöarna) samt Tanimbaröarna (Yamdena, Larat)
- C. c. salvadorii – ön Tepa i Babaröarna i östra Små Sundaöarna

Tidigare inkluderades den i mindre glansgök, men urskiljs sedan 2014 som egen art av Birdlife International och IUCN, sedan 2024 även av IOC.

### Släktestillhörighet
Tanimbarglansgöken och dess släktingar placerades tidigare i släktet Chrysococcyx. Dessa har dock lyfts ut till ett eget släkte, Chalcites, baserat på osteologiska avvikelser, minimal könsdimorfism och andra skillnader i både adult och juvenil dräkt. Detta stöds också av genetik och biogeografi.

## Status
Den kategoriseras av IUCN som livskraftig.